# Nicolas-Claude Fabri de Peiresc
Nicolas-Claude Fabri de Peiresc, latiniserat Peirescius, född 1 december 1580 i Belgentier och död 24 juni 1637 i Aix-en-Provence, var en fransk politiker, samlare och renässansmänniska. Han var verksam bland annat inom astronomi, arkeologi och historia.

## Biografi
Nicolas-Claude Fabri de Peiresc föddes i Belgentier i Provence i södra Frankrike i en aristokratfamilj. Hans familj hade lämnat staden Aix-en-Provence för att undgå pesten. Han inledde sin utbildning i bland annat Aix-en-Provence och Avignon. År 1599 reste han till Padua där han träffade Gian Vincenzo Pinelli och Galileo Galilei. Han reste senare till lärda män över hela Europa innan han studerade juridik i Montpellier.
Nicolas-Claude Fabri de Peiresc korresponderade med lärda över hela Europa och han samordnade flera astronomiska projekt och han hade ett nätverk av assistenter som genomförde resor och experiment med och åt honom. Bland annat beräknade han longituder på flera platser på jorden genom att utnyttja rapporterade positioner av Jupiters månar. Han samordnade, utbildade och anskaffade instrument till präster, handelsmän och ambassadpersonal inför månförmörkelsen 28 augusti 1635. Med observationerna korrigerade han storleken på Medelhavet.
Han samlade och studerade fossil samt anordnade dissektioner i sitt hem, där bland annat vänstra lymfstammen noterades första gången hos en avrättad fånge. Fången hade ätit en rejäl sista måltid och dissikerades ungefär en och en halvtimme efter måltiden och lymfstammen är lättare att upptäcka efter en måltid. Han samlade antika mynt som han använde för att fastställa historiska tidsaxlar och han samlade även på växter och djur. Hans trädgård i Belgentier var Frankrikes tredje största.